# Мнарани (руины)
 Мнарани (руины) — это археологический памятник, расположенный на побережье Индийского океана в Кении, вблизи города Килифи. Датируется четырнадцатым веком.

## Описание
Сохранились несколько гробниц и две мечети, самая старая из них была построена в 1425 году. Люди ушли из этого поселения в начале семнадцатого века, как предполагается, из-за нехватки пресной воды и набегов соседей.

## Географическое расположение
Руины Мнарани находятся к северу от Момбасы, около города Килифи, на высоком берегу залива.
Состоят в ведении департамента музеев Кении. Вход для осмотра руин платный.

## Галерея

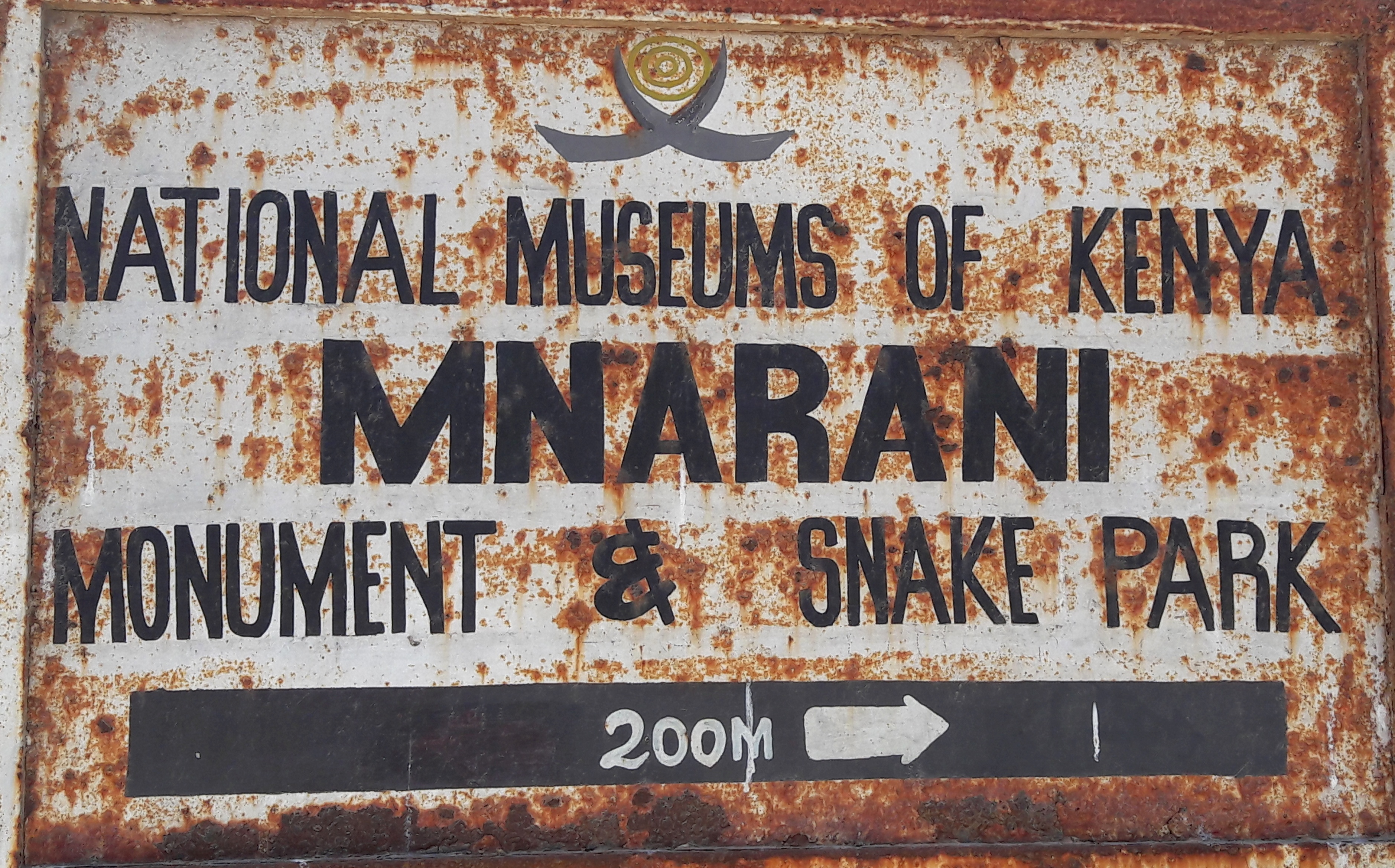
Указатель прохода к памятнику
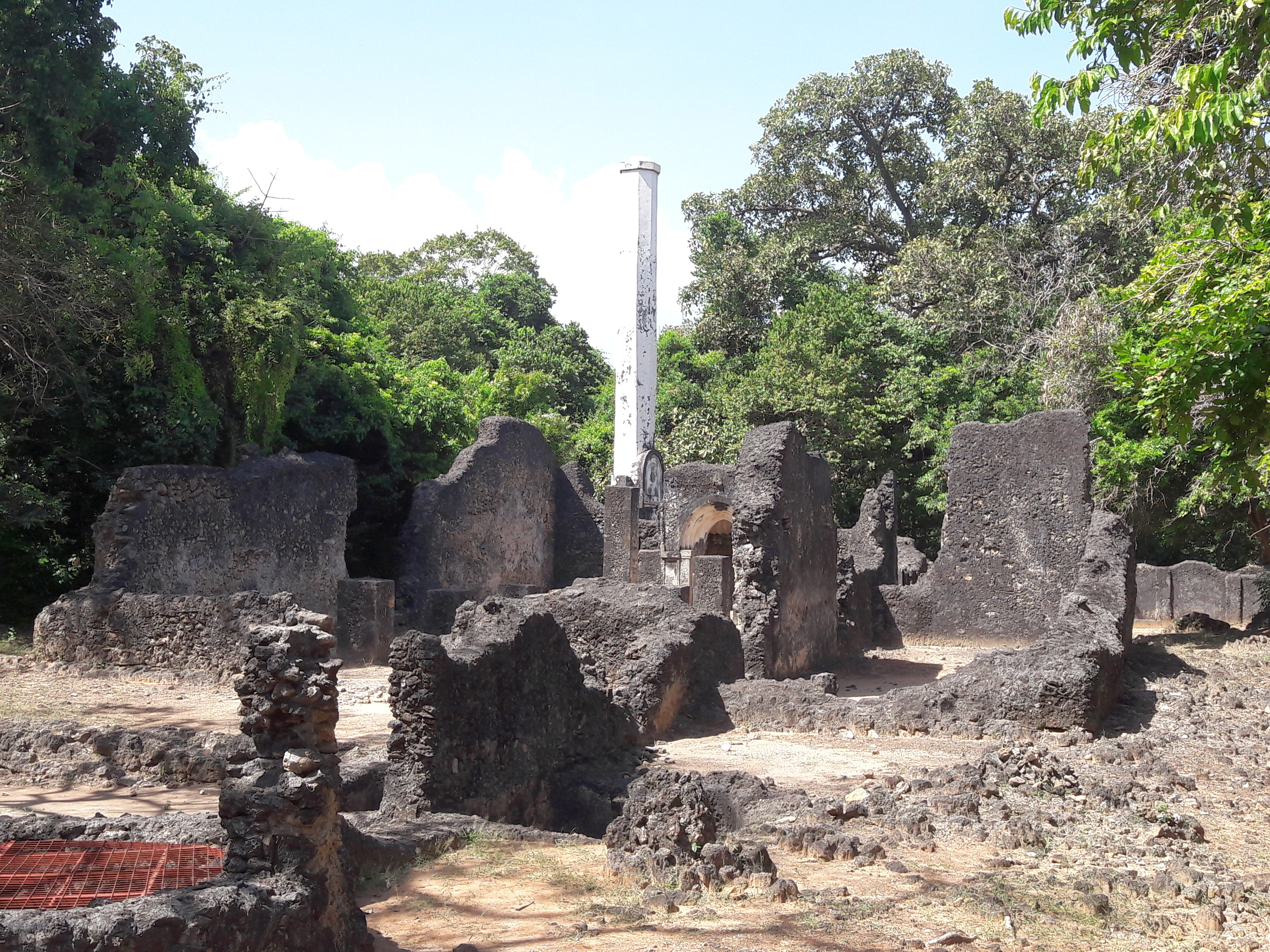
Общий вид на руины Мнарани
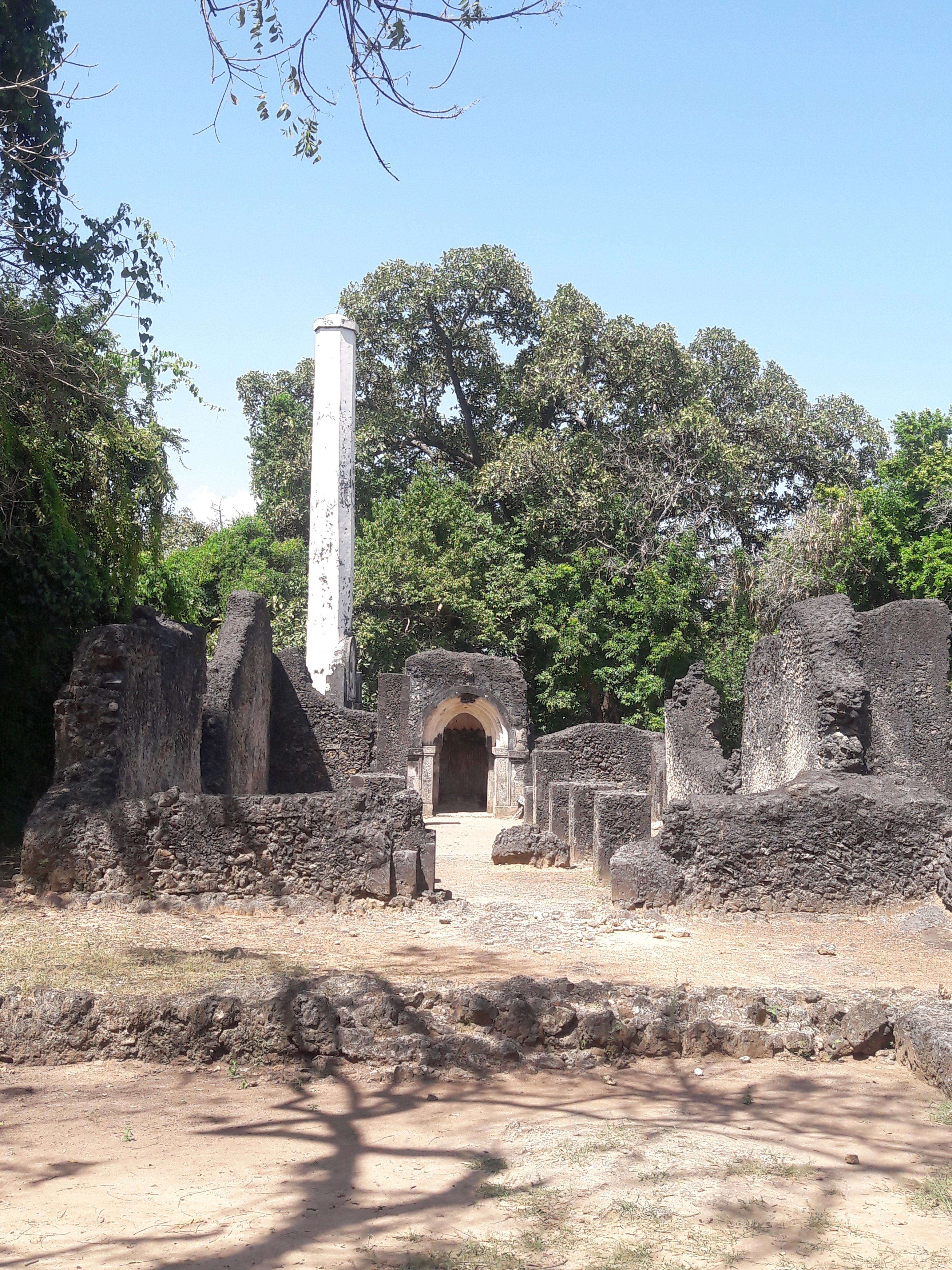
Вид на Большую мечеть в руинах Мнарани

## В массовой культуре
Руины Мнарани описаны и неоднократно упоминаются в романе Андрея Гусева «Невозвращенец» (во второй части).